# Anonychomyrma procidua
Anonychomyrma procidua é uma espécie de formiga do gênero Anonychomyrma.